# Diedrich Hermann Westermann
Diedrich Hermann Westermann (24 giugno 1875 – 31 maggio 1956) è stato un missionario, linguista e africanista tedesco.
Ha sostanzialmente allargato e rivisto il lavoro di Carl Meinhof, suo professore, rigettandone implicitamente alcune delle sue teorie. Westermann viene considerato come uno dei fondatori della linguistica africana moderna.
Ha effettuato numerose ricerche linguistiche ed antropologiche nella zona che andava dal Senegal orientale fino alla regione dell'Alto-Nilo. 
Le sue pubblicazioni linguistiche attengono ad un largo ventaglio di lingue africane, tra cui le lingue Gbe, Nuer, Kpelle, Shilluk, Haoussa e Guang.

## Opere
- Afrikaner erzählen ihr Leben. Elf Selbstdarstellungen afrikanischer Eingeborener aller Bildungsgrade und Berufe und aus allen Teilen Afrikas. Essener Verlagsanstalt, 1940 puis Evang. Verlagsgesellschaft, Berlin (RDA) 1965 - Edition française chez Payot, Paris.
- avec Hermann Baumann & Richard Thurnwald: Völkerkunde von Afrika. Mit besonderer Berücksichtigung der kolonialen Aufgabe. Essener Verlagsanstalt 1940
- Der Afrikaner heute und morgen, 1937
- avec Ida C. Ward: Practical Phonetics for Students of African Languages, International African Institute, Oxford University Press, London, 1933.